# Чижапка
ВЧижапка е река в Русия, Южен Сибир, Томска област ляв приток (най-голям) на река Васюган от басейна на Об. Дължината ѝ е 511 km, която ѝ отрежда 193-то място по дължина сред реките на Русия.
Река Чижапка води началото си от Васюганските блата, разположени във Васюганската равнина (южната част на Западносибирската равнина), в югозападната част на Томска област, на 135 m н.м. По цялото се протежение реката тече на север-североизток през Васюганската равнина. Чижапка е типична равнинна река, като протича през силно заблатени райони, със спокойно и бавно течение, стотици меандри, старици и малки езера. По права линия разстоянието от извора до устието ѝ е 207 km, а действителната дължина на реката е 511 km, за сметка на стотиците завои и меандри по течението ѝ. Влива се отдясно в река Васюган (ляв приток на Об), при нейния 114 km, на 49 m н.в., срещу село Уст Чижапка, Томска област, разположено на левия бряг на Васюган.
Водосборният басейн на Чижапка обхваща площ от 13 800 km2, което представлява 22,33% от водосборния басейн на река Васюган. Във водосборния басейн на реката попадат части от територията на Томска област.
Границите на водосборния басейн на реката са следните:
- на север и северозапад – водосборните басейни на река Нюролка и други по-малки десни притоци на Васюган;
- на изток и югоизток – водосборния басейн на река Парабел, ляв приток на Об.

Река Чижапка получава 42 притока с дължина над 10 km, като 3 от тях са с дължина над 100 km:
- 388 → Чагва 110 / 1230
- 207 → Екилчак 198 / 1200
- 25 → Салат 216 / 4280

Подхранването на река Чижапка е предимно снежно и по-малко дъждовно. Пълноводието продължава от май до юли. Среден годишен отток на 24 km от устието 85,5 m3/s. Замръзва в края на октомври или началото на ноември, а се размразява в края на април или началото на май.
По течението на реката няма населени места.
Река Чижапка е плавателна при пълноводие на 108 km от устието.